# Шан-ди-Алегрия
Шан-ди-Алегрия (порт. Chã de Alegria) — муниципалитет в Бразилии, входит в штат Пернамбуку. Составная часть мезорегиона Мата-Пернамбукана. Входит в экономико-статистический микрорегион Витория-ди-Санту-Антан. Население составляет 11 000 человек. Плотность населения — 185,21 чел./км².

## История
Город основан в 1963 году.